# Oncorhynchus masou
Oncorhynchus masou är en fiskart som först beskrevs av Brevoort, 1856.  Oncorhynchus masou ingår i släktet Oncorhynchus och familjen laxfiskar.

## Underarter
Arten delas in i följande underarter:
- O. m. formosanus
- O. m. masou
- O. m. macrostomus